# Signe Barth
Signe Magdalena Barth, född Pettersson 16 juni 1895 i Uddevalla, död 15 mars 1982 i Stockholm, var en svensk målare, tecknare och konstpedagog. 

## Biografi
Signe Barth var dotter till godsägaren och senare landshövdingen Fredrik Pettersson och Wendela von Essen och från 1922 gift med Amadé Barth (1899–1926). Hon växte upp på Emaus landeri i Uddevalla och studerade vid Wilhelmsons målarskola i Stockholm 1914–1917 och vid Konstakademien i Stockholm 1917–1918 samt vid Ernst Goldschmidts konstskola i Köpenhamn 1918–1919. Hon kom till Paris 1920, där hon studerade för André Lhote och periodvis på Maison Watteau och andra konstskolor 1920–1936. I Paris träffade hon den schweiziske målaren Amadé Barth (1899–1926), som hon gifte sig med 1922. Hennes man led av tuberkulos och avled redan 1926. Signe Barth blev kvar i Paris till 1936, men arbetade under denna tid sommartid ofta i Bohuslän, där hon hade ateljé vid Kyrkesund på Tjörn.
Barth målade landskap, stilleben och porträtt. Hennes måleri var inspirerat av franska konstnärer, som delvis i reaktion mot det abstrakta strävade efter en personlig, enkel och omedelbar tolkning av verkligheten. Hennes stora förebild var Cézanne. Efter återkomsten till Sverige innehade hon 1940–1959 Signe Barths målarskola, på Bellmansgatan i Stockholm. Enligt tidigare elever var hennes undervisning präglad av en positiv attityd och av en resonerande pedagogik.
Signe Barth hade sin första separatutställning på Palette Française i Paris 1928. Under sin fortsatta verksamhet deltog Signe Barth regelbundet i utställningar på privatgallerier i  bland annat på Galleri Gummeson 1932 och på Konstnärshuset i Stockholm 1938 och 1950, Färg och Form 1961. En minnesutställning arrangerad av tidigare elever hölls 1984 på Prins Eugéns Waldemarsudde.
Signe Barth är representerad vid Moderna museet i Stockholm, Borås konstmuseum, Bohusläns museum, Smålands museum, Kalmar konstmuseum  och Östersunds museum. Hennes personarkiv finns vid Nationalmuseum.
Signe Barth är begravd i familjens gravkammare på Ljungs nya kyrkogård, Uddevalla kommun.